# Rynek w Krajence
Rynek w Krajence – centrum miejskiego założenia urbanistycznego Krajenki.

## Historia

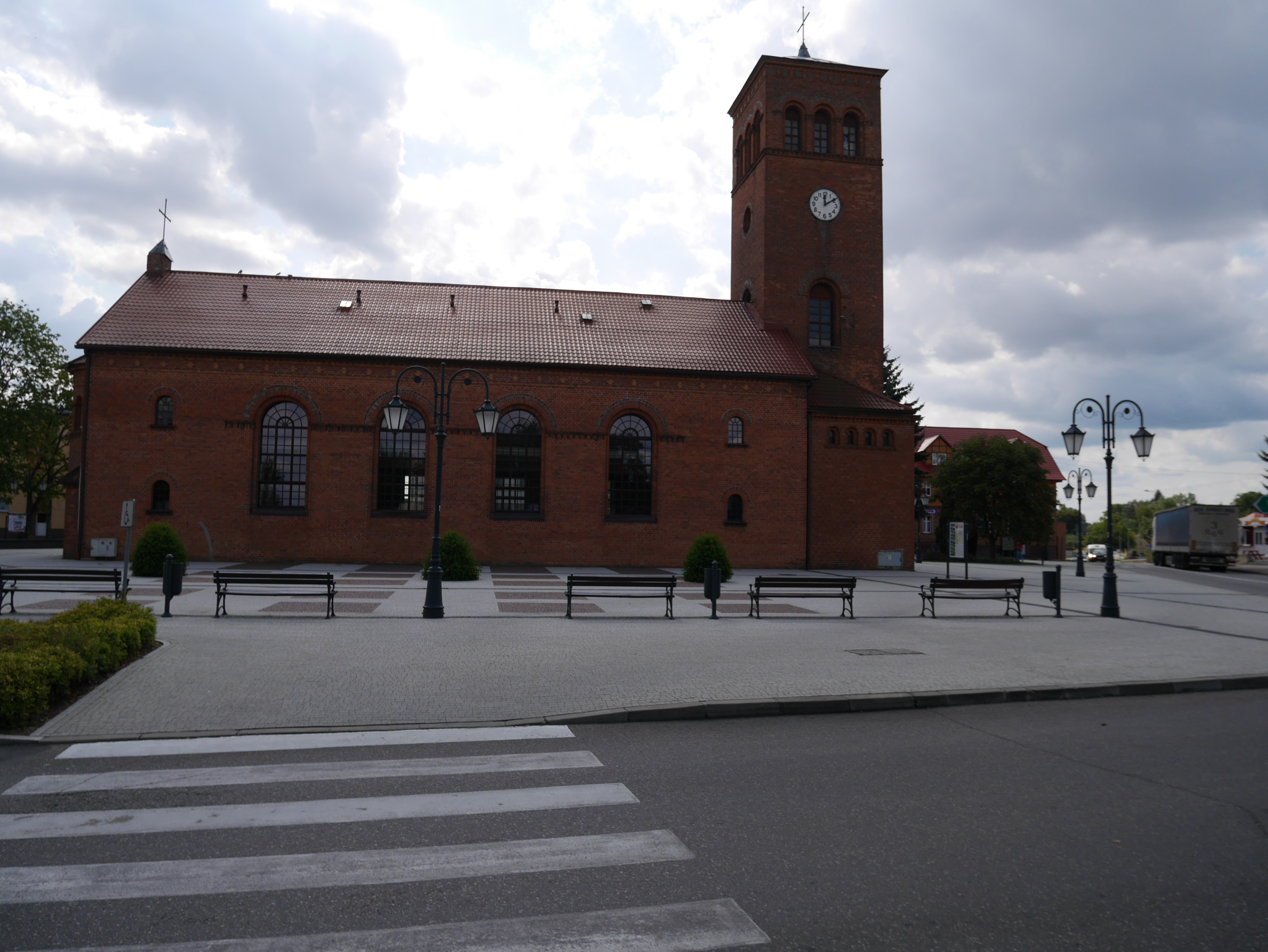
Kościół św. Józefa na Rynku

Miasto ulokowano w 1420 roku poprzez adaptację układu dawnej osady. Centrum odtąd stanowił czworoboczny rynek.
Z narożnika południowo-zachodniego i północnej pierzei wychodzi dawny trakt z Danaborza, Białośliwia oraz Wysokiej w kierunku Złotowa. Są to obecne ulice Sienkiewicza i Złotowska. Z narożników zachodnich wybiegały dwie półkoliste ulice, które stykały się przy zamku (obecnym kościele św. Anny). Ulice Toruńska i Jagiełły (narożnik południowo-wschodni i północno-wschodni) miały zawsze charakter jedynie lokalny. 
Rynek miał znaczenie handlowe – w XIX wieku odbywały się tu znaczące jarmarki, m.in. końskie i bydlęce. W latach 1846–1847 zbudowano w centrum rynku, według planów Karla Friedricha Schinkla, miejski zbór ewangelicki. Od 1945 był to katolicki kościół św. Józefa, filialny parafii św. Anny. W 1856 przy południowym narożniku wschodniej pierzei powstał ratusz. 
W styczniu 1945 roku Armia Czerwona spowodowała (prawdopodobnie nieuzasadnione) zniszczenia prawie całej substancji budowlanej rynku. Ocalała tylko pierzeja południowa, niewielki wycinek wschodniej oraz kościół.